# Centropyge nigriocella
Centropyge nigriocella är en fiskart som beskrevs av Loren P. Woods och Schultz, 1953. Centropyge nigriocella ingår i släktet Centropyge och familjen Pomacanthidae. IUCN kategoriserar arten globalt som livskraftig. Inga underarter finns listade i Catalogue of Life.